# دوبيوك فرايت هاوس
دوبيوك فرايت هاوس Dubuque Freight House هو مبنى تاريخي يقع في مدينة دوبيوك في ولاية آيوا في الولايات المتحدة. 
بنته شركة سكك حديد شيكاغو وبرلنغتون الشمالية (CB&N) في عام 1901، وكان هذا هو مبنى الشحن الثالث والأخير الذي بنته الشركة في منطقة ميناء آيس. وبني المرفقين الآخرين بواسطة سكة حديد إلينوي المركزية (1872) وسكة حديد شيكاغو وميلووكي وسانت بول (1874). وكان هذان الخطان الآخران أقدم وأكبر حجمًا، واحتكرتا الجسر والنفق الذي يعبر نهر المسيسيبي. وكانت الشركة موفقة لأن مبنى الشحن الخاص بهم كان يقع على طول حافة المياه حيث يمكن للقوارب النهرية أن ترتبط بجوار المبنى وتحميل وتفريغ البضائع، ووضعت السكك الحديدية عربات صندوقية على العبارات التي رست في ميناء آيس. 